# Andamandvärguv
Andamandvärguv (Otus balli) är en fågel i familjen ugglor inom ordningen ugglefåglar. Den påträffas enbart i ögruppen Andamanerna tillhörande Indien.

## Utseende och läten
Andamandvärguven är en 19 cm lång medlem av släktet Otus. Ovansidan är ostreckat mörkt rostbrun md otydliga gulbruna och mörkbruna teckningar, medan undersidan är marmorerad i samma färger. Lätet beskrivs i engelsk litteratur som ett abrupt "hoot...hoot-coorroo".

## Utbredning och systematik
Fågeln förekommer endast i indiska ögruppen Andamanerna i Bengaliska viken. Den behandlas som monotypisk, det vill säga att den inte delas in i några underarter.

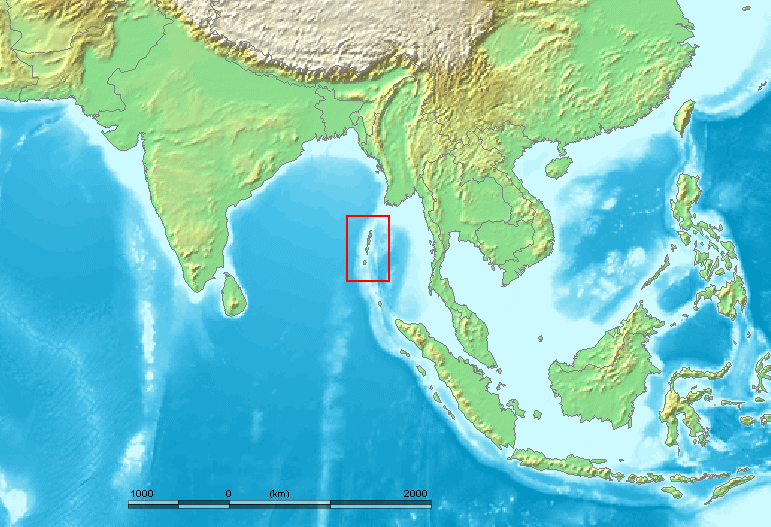
Fågeln är endemisk för Andamanöarna öster om Bengaliska viken.

## Levnadssätt
Andamandvärguven hittas i olika halvöppna områden, jordbruksbygd och trädgårdar, även kring bebyggelse där den till och med påträffats inne i hus. Födan består huvudsakligen av fjärilslarver som den plockar från lövverket likt en papegoja. Den tar också skalbaggar och andra insekter. Fågeln är strikt nattlevande.

### Häckning
Arten häckar mellan februari och april. Boet placeras i ett naturligt trädhål eller i ett övergivet hål uthackat av en hackspett eller barbett. vanligen två till fyra meter ovan mark. Däri lägger den två till tre ägg.

## Status och hot
Andamandvärguven har ett litet utbredningsområde, men det finns inga tecken på vare sig några substantiella hot eller att populationen minskar. Internationella naturvårdsunionen IUCN kategoriserar den därför som livskraftig.

## Namn
Fågelns vetenskapliga artnamn hedrar Valentine Ball (1843-1895), irländsk geolog verksam i Indien 1864-1880.